# Domenico Piccichè
Domenico Piccichè (Palermo, 18 luglio 1970) è un pianista e compositore italiano.

## Biografia
Originario di Alcamo, nella provincia di Trapani, all'età di 6 anni inizia già lo studio del pianoforte e consegue il diploma di maturità presso il Liceo Scientifico “G. Ferro” di Alcamo.
Consegue a diciotto anni il diploma in pianoforte presso il Conservatorio Alessandro Scarlatti di Palermo con il massimo dei voti e la lode; si laurea quindi in Giurisprudenza all’Università di Palermo.
Ha studiato pianoforte con l’austriaco Jörg Demus, gli italiani Maria Tipo, Franco Scala, il russo Boris Petrushansky, l’italo-francese Aldo Ciccolini, composizione con Eliodoro Sollima, analisi musicale con Piero Rattalino.
È stato premiato in diversi concorsi per pianisti ed ha eseguito trascrizioni pianistiche di autori come Jan Sibelius e Antonio Scontrino. È anche autore di trascrizioni da concerto, come quella de La Valse di Maurice Ravel e di Scaramouche di Darius Milhaud.
Si è esibito alla Alice Tully Hall (Lincoln Center) di New York, presso la New York University, alla Tokyo Opera City Concert Hall, al Französischer Dom di Berlino, all'Auditorium S. Cecilia di Roma, all'Eglise Saint-Merri e al Centre Européen des Activités Artistiques di Parigi, presso l'Università di Tubinga, alla Keizersgrachtkerk di Amsterdam, al Teatro Nazionale di Sofia, e per festival internazionali quali lo Zernezer Musikwochen Festival (Svizzera), l'Internationales KammerMusikFestival am Gendarmenmarkt (Germania).
Ha collaborato tra gli altri con il tenore Pietro Ballo, il soprano Arpinè Rahdjian, il violista Demetrio Comuzzi, i violoncellisti Giorgio Gasbarro e Luca Pincini, il sassofonista Antonino Peri; con la pianista Nina Gallo ha fondato il Duo Excentrique. Ha suonato in tournée con Oriella Dorella (ex-étoile del corpo di ballo del Teatro alla Scala).
Ha registrato tre CD con musiche del compositore contemporaneo Andrea Ferrante. 
Ha pubblicato per le case editrici Arnoldo Mondadori e Rugginenti, Milano.
Il M° Piccichè è titolare della cattedra di pianoforte presso il Conservatorio di musica di Palermo. È stato Vice Direttore e Coordinatore dell’Ufficio legislativo del Conservatorio di Musica di Trapani, dove ha insegnato anche Diritto d’autore, Diritto e Legislazione dello Spettacolo, Legislazione e Organizzazione Scolastica.
È attualmente Esperto Disciplinare ed Esperto di Sistema AFAM per l’Agenzia Nazionale di Valutazione del Sistema Universitario e della Ricerca (ANVUR)
Alle battaglie per la legalità da lui condotte presso il Conservatorio di Musica di Trapani si è ispirata la serie televisiva RAI Tutta la musica del cuore.

## Premi e riconoscimenti
- Vincitore del concorso pianistico internazionale "Ibla Grand Prize" (2001);
- Primo premio al 5º concorso pianistico "Città di Roma" (1990);[12].*
- Primo premio al 5º concorso nazionale di esecuzione pianistica "Gargano ‘90";
- Primo premio e Premio Speciale (come concorrente più giovane meglio classificato) al 1º concorso pianistico nazionale "Max Lider";
- Primo premio di categoria e Primo Premio Assoluto (come concorrente dal punteggio più alto) tra i vincitori di primo premio di categoria al 3º concorso pianistico nazionale "Città di Valentino";
- Primo premio alla 17ª coppa pianisti d’Italia di Osimo;
- Premio Speciale quale Miglior Pianista Siciliano al concorso pianistico internazionale "Ibla Grand Prize" edizione 2000 e 2001;[13]
- Secondo Premio (1º premio non assegnato) al 29º concorso internazionale di esecuzione pianistica "F.P. Neglia" di Enna (1991);[14].
- Diploma di merito con Menzione d'Onore al 26º concorso pianistico internazionale "V. Bellini" di Caltanissetta;
- Secondo Premio all’8º concorso di esecuzione pianistica "E. Porrino" di Cagliari;
- Secondo Premio (1° non assegnato) al 13º concorso di esecuzione pianistica "A.M.A. Calabria";
- Secondo Premio alla 19ª coppa pianisti d’Italia di Osimo;
- Secondo Premio al 6º concorso pianistico nazionale "Città di Messina";
- Secondo Premio al 3º concorso pianistico nazionale "Città di Gabicce";
- Terzo Premio al 14º concorso nazionale di esecuzione pianistica "A. Rendano" di Roma;
- Quarto Premio al 1º concorso pianistico internazionale "Città di Marsala";
- Finalista al 2000 New Orleans International Piano Competition (USA).

## Discografia
- Eros e Thanatos. Love and Death. Domenico Piccichè (pianoforte), Phoenix classics, Montebelluna, 1999, PH99501[15].
- Andrea Ferrante. The Sensual Style. Domenico Piccichè (pianoforte) et al., Videoradio, Milano 2011, VRCD000786. Presentazione di Giovanni Sollima[16].
- Andrea Ferrante. Free Emotion. Domenico Piccichè (pianoforte) et al., Videoradio-Rai Trade, Milano 2011, VRCD000795. Presentazione di Ennio Morricone[17].
- Andrea Ferrante. Mare. Arpinè Rahdjian (soprano), Domenico Piccichè (pianoforte), Giorgio Gasbarro (violoncello), Undici07 Records, Palermo 2012. Presentazione di Marco Betta[18].

## Trascrizioni per pianoforte
- La Valse. Trascrizione da concerto per pianoforte solo dall'originale orchestrale di Maurice Ravel, ASAP, 2009.
- Scaramouche. Trascrizione da concerto per pianoforte a quattro mani dall'originale per due pianoforti di Darius Milhaud. ASAP, 2011.

## Produzione letteraria e saggistica
- Domenico Piccichè et al., Le novelle del Modello Pirandello, Arnoldo Mondadori Editore, 1991.
- Domenico Piccichè, Il classicismo e Mozart, Collana di analisi musicale, Siliqua editore, 1992.
- Domenico Piccichè, Gli addii di Beethoven, Collana di analisi musicale, Siliqua editore, 1992.
- Domenico Piccichè, Creazione e Interpretazione artistica nel Diritto, Università degli Studi di Palermo, 1997.
- Domenico Piccichè, Elementi di Diritto dello spettacolo. Guida per l'artista, 2ª edizione riveduta e aggiornata, Rugginenti, Milano, 2005.
- Domenico Piccichè et al., Progetto CORO.lla. Monitoraggio delle attività musicali nelle scuole della Sicilia, a cura di Rosalba Anzalone, MIUR USR Sicilia, 2007.
- Domenico Piccichè, Elementi di Diritto d'autore e dello Spettacolo. Guida per l'artista, Nuova edizione riveduta e aggiornata, Rugginenti, Milano, 2018.